# Gabriel Piguet
Gabriel Piguet (ur. 24 lutego 1887 w Mâcon, zm. 3 lipca 1952 w Clermont-Ferrand) - rzymskokatolicki biskup Clermont-Ferrand we Francji. Zaangażowany w katolicki opór wobec nazizmu, został uwięziony w barakach dla księży obozu koncentracyjnego w Dachau w 1944 roku. Został uhonorowany tytułem Sprawiedliwego wśród Narodów Świata przez Jad Waszem.
Podczas II wojny światowej Piguet zorganizował akcję ukrycia żydowskich dzieci przed nazistami w katolickiej szkole z internatem Saint Marguerite w Clermont-Ferrand. Został aresztowany przez niemiecką policję w swojej katedrze 28 maja 1944 r. za przestępstwo udzielenia pomocy księdzu poszukiwanemu przez Gestapo. Najpierw uwięziony w Clermont-Ferrand, we wrześniu został wywieziony do obozu w Dachau.
Przeżył uwięzienie, choć fizycznie osłabiony - schudł 35 kg. Zmarł siedem lat później.